# Alcyonides

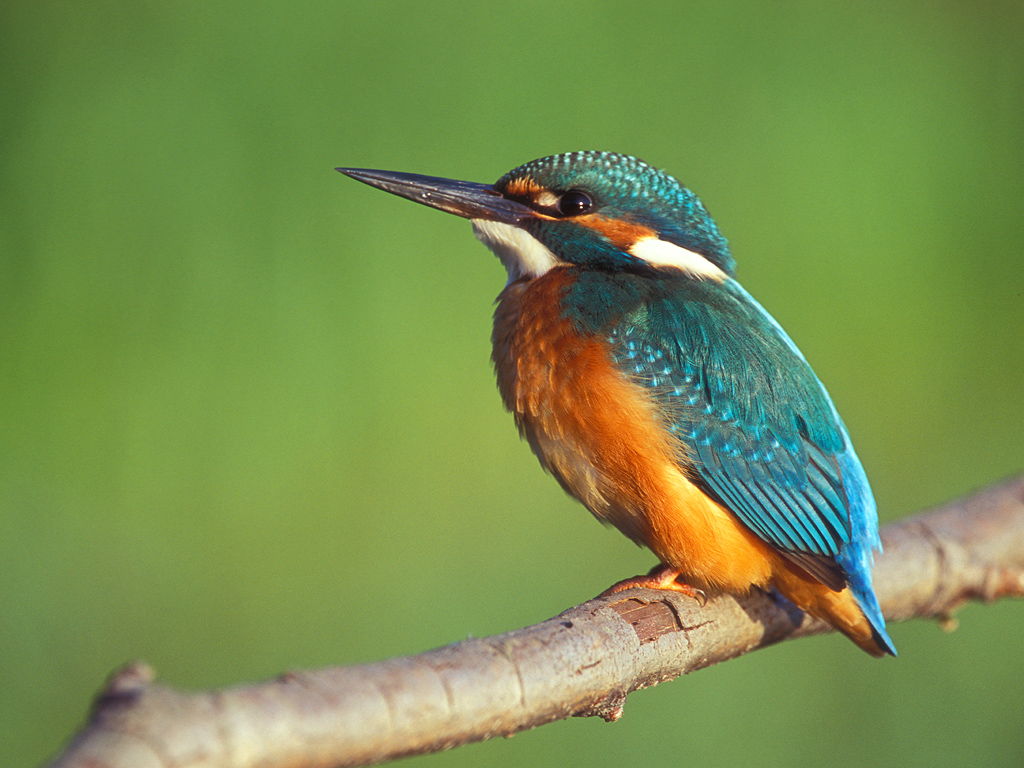
Martin-pêcheur, un des Alcyions en lesquels les Alcyonides furent transformées.

Les Alcyonides sont, dans la géographie de la Grèce quatre îles du golfe de Corinthe, et dans la mythologie grecque sept nymphes, filles du géant Alcyonée.

## Géographie
Dans l’Antiquité, Strabon mentionne une mer d’Alcyon ou mer Alcyonide (θάλαττα Ἀλκυονίς), comme hydronyme s’appliquant à une partie du golfe de Crissa (ou Krisa), entre la Béotie et la Mégaride, près de Corinthe. Dans la toponymie grecque actuelle, les îles « Alcyonides » (Αλκυονίδες / Alkionides) sont un petit archipel l’extrémité orientale du golfe de Corinthe, composé des îles Prasonisi, Glaronisi, Daskalio et Zoodochos Pygi.

## Étymologie
Le nom de ces nymphes vient du grec ancien Ἀλκυονίδες / Alkyonídes qui semble être la forme patronymique de Ἁλκυονεύς / Alkuoneús, leur père, Alcyonée. On retrouve en effet la même morphologie que dans Péléide, le fils de Pélée ; Néréides, les filles de Nérée ; ou encore Priamide, le fils de Priam. 
Ἁλκυονεύς / Alkuoneús‚ lui vient de ἁλκυών / alkuôn, qui signifie « alcyon » (l'oiseau), mais aussi celui « qui chante d'une voix plaintive ». Ce deuxième sens est dû au cri de l'oiseau alcyon, mais renvoi également au mythe des Alcyonides qui pleurent la mort de leur père.

## Mythe
Dans la mythologie, les Alcyonides sont sept nymphes, filles du géant Alcyonée. Désespérées de la mort de leur père, tué par Héraclès lors de la Gigantomachie, elles se jetèrent dans la mer et furent métamorphosées par Amphitrite, selon les versions, en îles ou en « alcyons » (des oiseaux fabuleux, généralement identifiés avec les martins-pêcheurs). La Souda lie cette légende au phénomène appelé par les Anciens « Jours alcyoniens » : une période de durée variable (sept, neuf ou onze jours d'après les auteurs grecs soit les sept jours qui précèdent et les sept jours qui suivent le solstice d'hiver pour les latins), pendant lesquels l'alcyon fabuleux était supposé faire son nid et couver ses œufs sur la mer, qui alors était calme.
Leurs noms étaient Alcippe, Anthé(e), Astéria (peut-être confondue avec Astéria, fille de Céos et Phébé), Drimo, Méthone, Pallène et Phthonia ou Phosthonia,. Les noms d'Anthée, Méthone et Pallène ont été attribués à trois lunes de Saturne.

### Sources
- Edith Hamilton, La Mythologie, éd. Marabout, 1978 (ISBN 9782501002646).
- « Alcyonides (Alkyonides) - Kingfisher Nymphs of Greek Mythology », sur www.theoi.com (consulté le 9 avril 2019).